# Artur Nikodem
Artur Nikodem (Trente, 6 februari 1870 - Innsbruck, 10 februari 1940) was een Oostenrijks kunstschilder en fotograaf.

## Leven en werk
Nikodem werd geboren als zoon van een in Trente gestationeerde Oostenrijkse militair en een adellijke Venetiaanse moeder. Hij ging naar school in Innsbruck en studeerde aan de Academie voor Beeldende Kunsten te München. Later deed hij ook kunststudies in Milaan en Napels. In 1892 ging hij naar Parijs en kwam daar in contact met moderne kunststromingen. In 1893 vestigde hij zich als kunstenaar in Meran, in Zuid-Tirol, in 1908 keerde hij terug naar Innsbruck.
Met name in de jaren na zijn terugkeer naar Oostenrijk groeide Nikodem uit tot een van de bekendste Oostenrijkse kunstschilders en exposeerde met veel succes in binnen- en buitenland. Hij schilderde veel taferelen uit het Tiroler landschap, vaak in een impressionistische stijl, maar ook wel erotische vrouwenportretten. Ten tijde van het nationaalsocialisme, aan het einde van zijn leven, werd zijn kunst als ontaard bestempeld. Hij werd uitgesloten van diverse kunstgenootschappen en veel van zijn werk werd in beslag genomen en zelfs vernietigd.
Tegenwoordig is in Innsbruck een straat naar Nikodem vernoemd. Zijn werk is te zien in vrijwel alle grote Oostenrijkse musea en galerieën.

#### Fotografisch werk
Nikodem maakte behalve als kunstschilder ook naam als kunstfotograaf en exposeerde op grote tentoonstellingen in tal van Europese steden alsook in de Verenigde Staten. Hij werd vooral bekend met zijn portretten van diverse vrouwen in zijn leven, meestal zijn geliefden. Vooral de vaak erotisch getinte foto’s van zijn minnares Gunda Wiese en zijn tweede vrouw Barbara Hoyer (als “vamp”, als huisvrouw, in mannenkleren, enzovoort) waren spraakmakend.
Nikodem maakte verder veel natuurfoto’s, vooral tijdens zijn talrijke wandelingen door Tirol, veel berglandschappen, stillevens en architectuurfoto’s. Bijzondere series in zijn fotografisch oeuvre vormen een reeks foto’s genomen in de dierentuin van München en een serie ‘oriëntaalse’ foto’s genomen tijdens een reis in 1914 door Bulgarije en Turkije.
In 2002 had een expositie van zijn vrouwenportretten in de galerie van Robert Mann te New York groot succes. Zijn foto's werden vooral geprezen om de grote intensiteit en intimiteit die ze uitstralen.

## Schilderijen

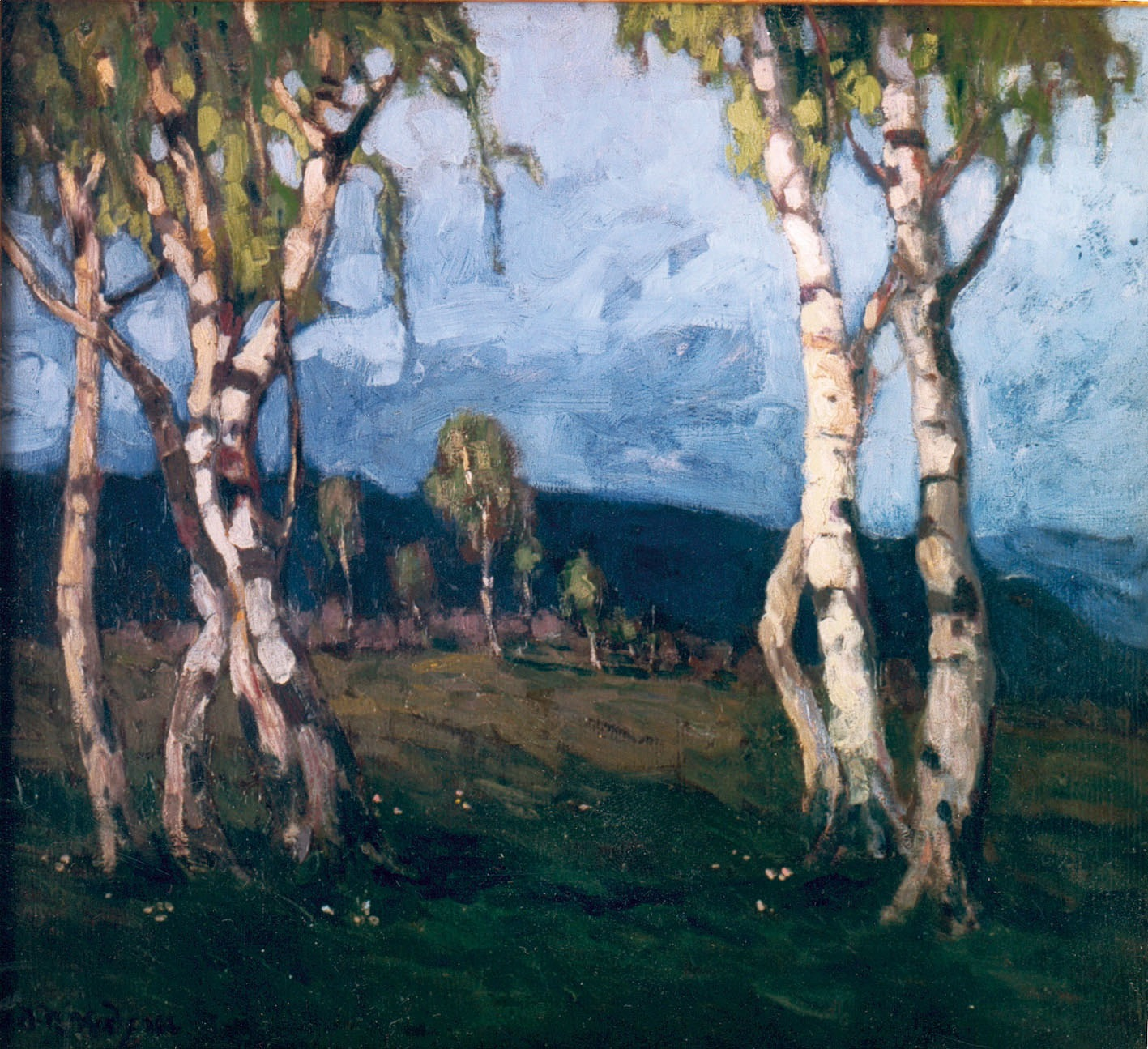
Landschaft mit Birken, 1925
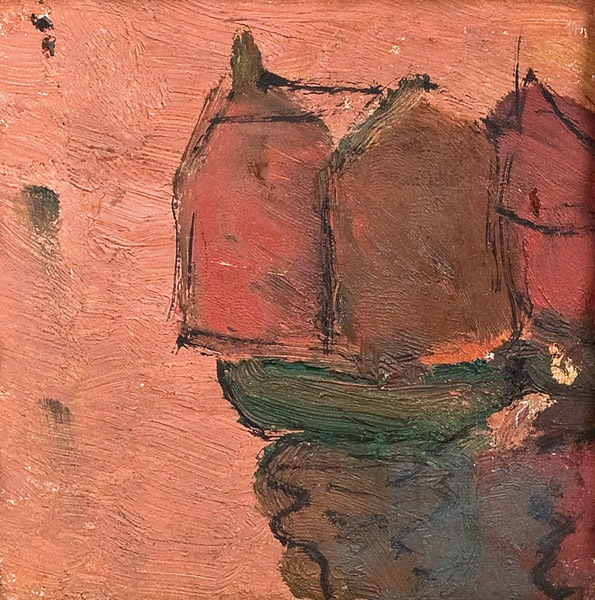
Segelboote, ca. 1925
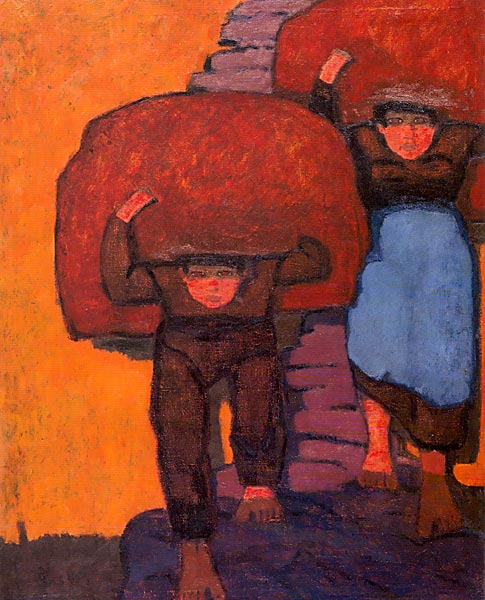
Heuträger, 1926
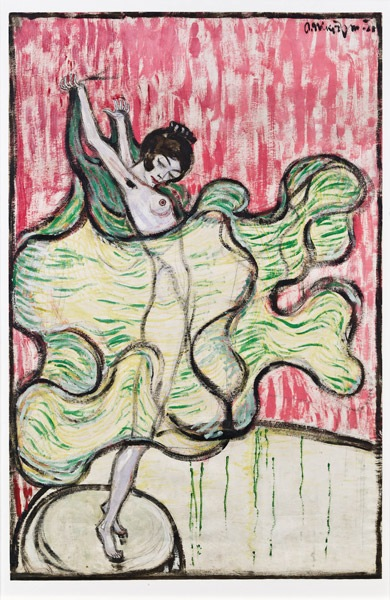
Tänzerin, 1928
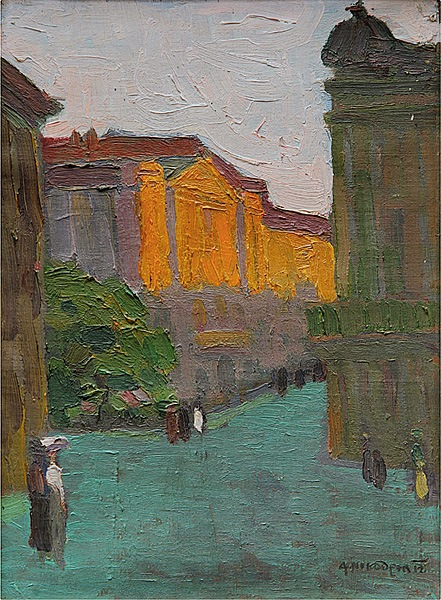
Stadt im Abendlicht

## Foto’s van 'zijn' vrouwen

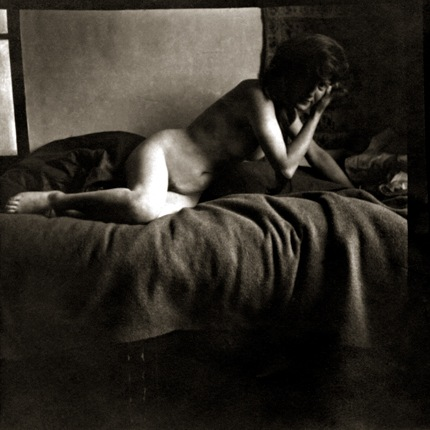
Gunda naakt, 1922
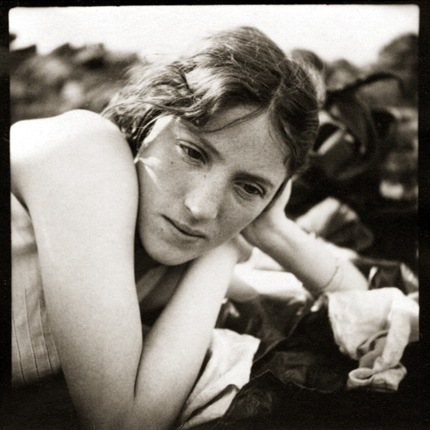
Barbara, het hoofd rustend op de linkerhand, ca. 1920
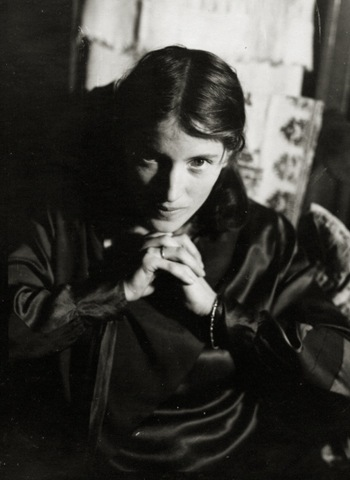
Barbara, de handen gevouwen onder de kin, 1925
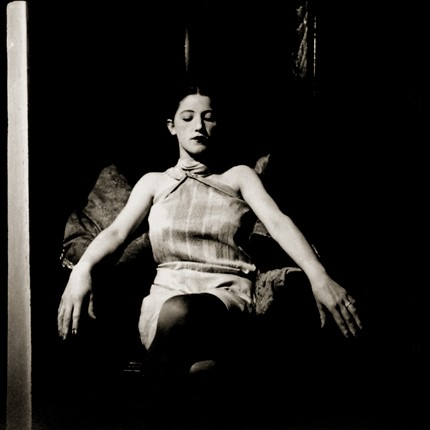
Barbara, zittend in een stoel, 1930
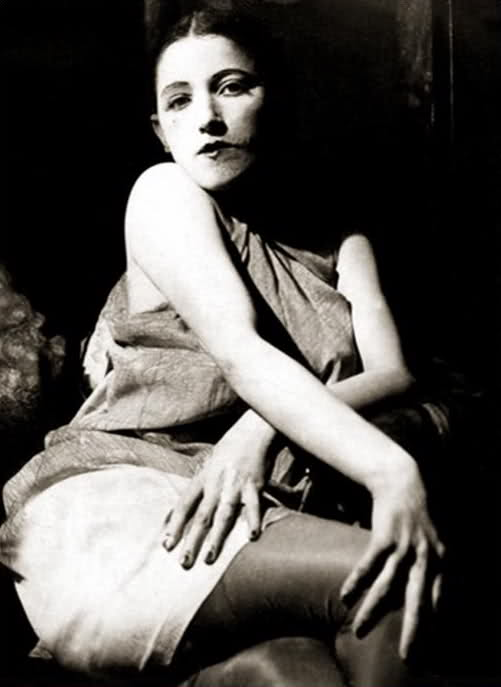
Barbara, 1930